# Scheßlitz
Scheßlitz est une ville de Bavière (Allemagne), située dans l'arrondissement de Bamberg, dans le district de Haute-Franconie.

## Personnalité
- Franz von Rinecker (1811-1883), pharmacologue, y est né.

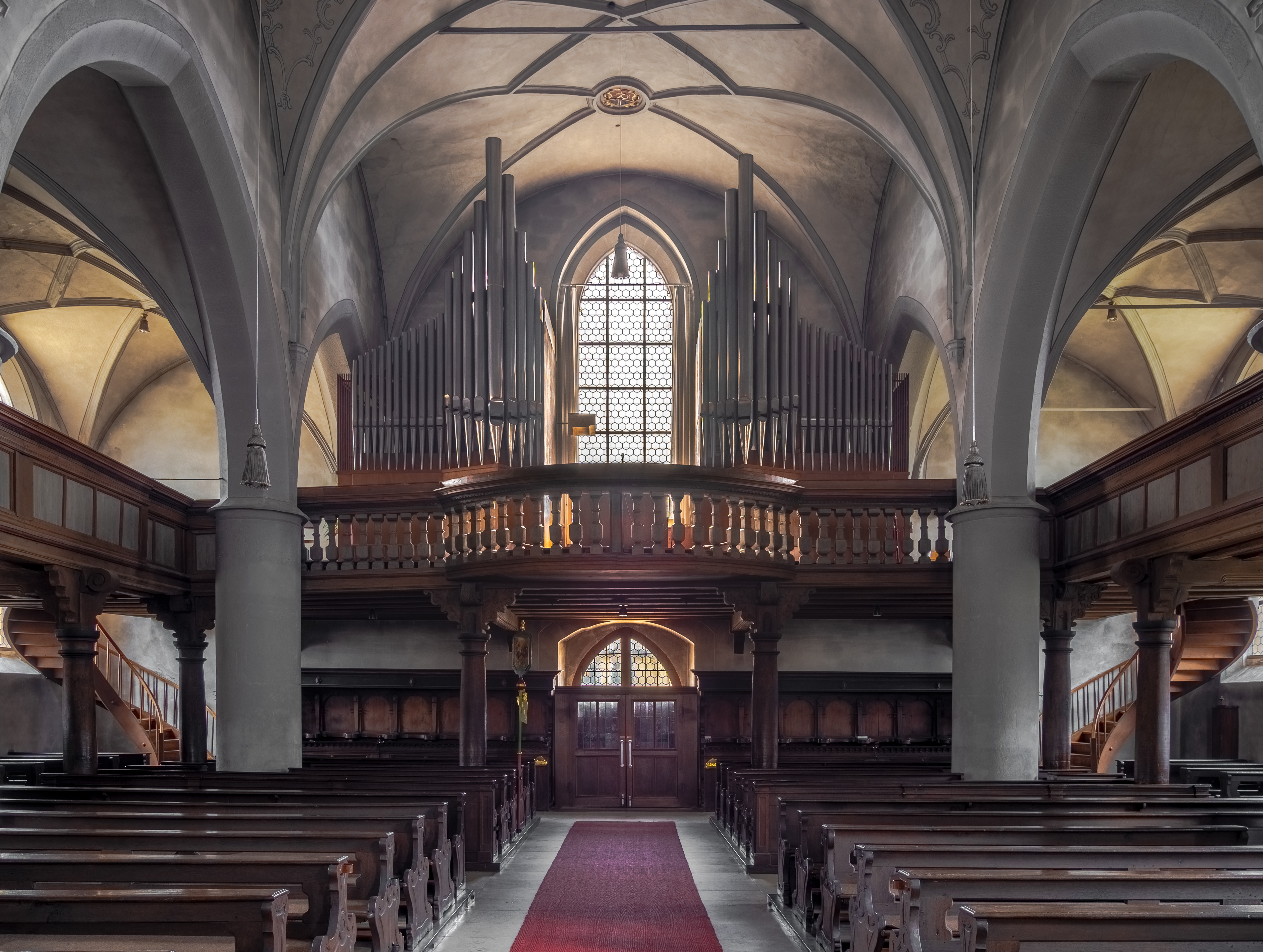
L'orgue de l'église de la paroisse catholique de St.Kilian à Scheßlitz. Janvier 2019.
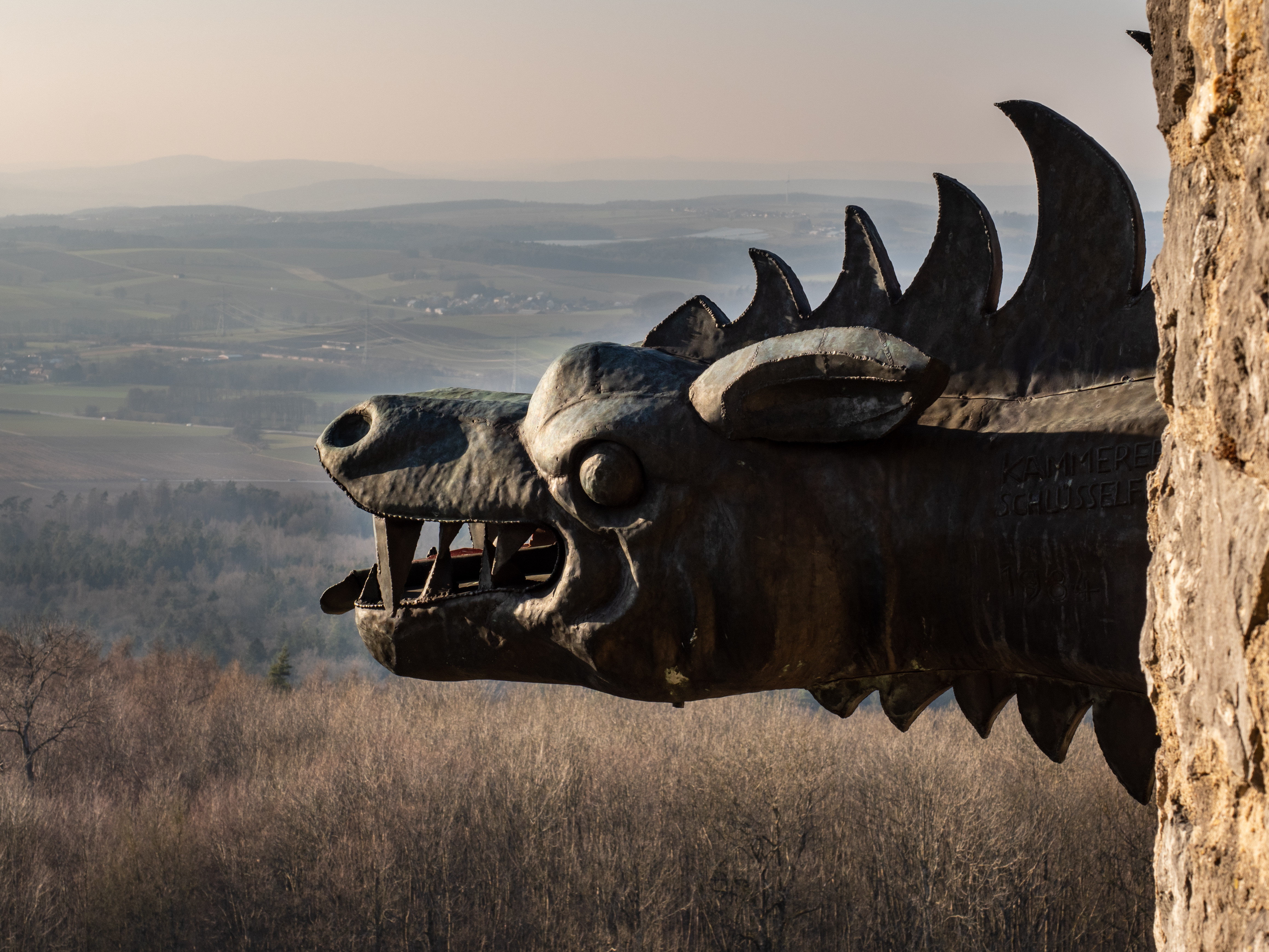
Une gargouille dans le château de Giech (de) près de Scheßlitz. Février 2018.
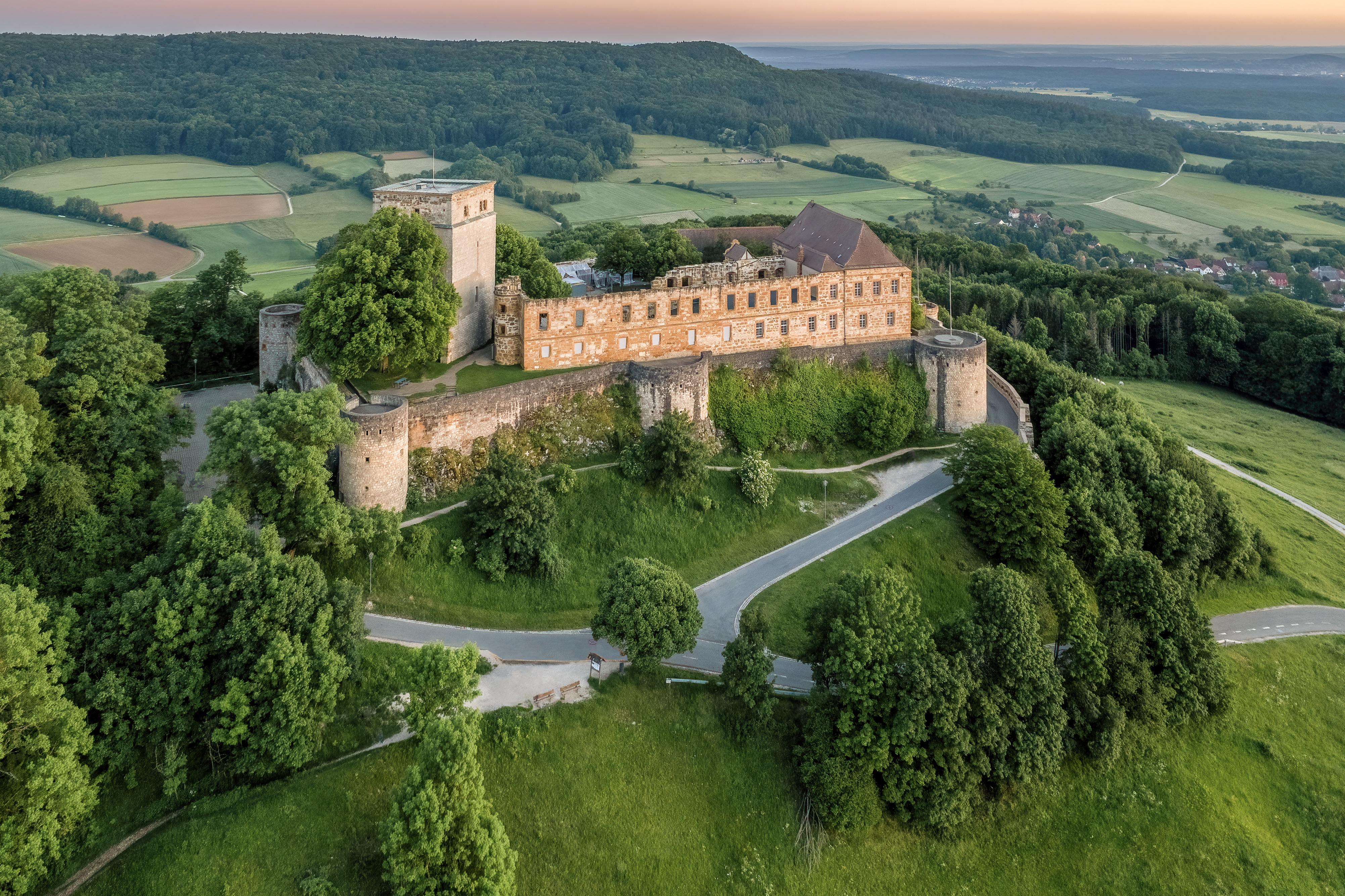
Vue générale du château de Giech près de Scheßlitz.